# Аюсазово
Аюса́зово (баш. Айыуһаҙ) — деревня в Абзелиловском районе Республики Башкортостан России, относится к Ташбулатовскому сельсовету.

## История
Основана деревня после 1866 г. жителями д. Акимбетово (ныне с. Ташбулатово) Тамьянской волости Верхнеуральского уезда Оренбургской губернии на собственных землях. В 1891 году в 46 дворах проживало 242 человека. Занимались скотоводством, земледелием. Действовала мечеть. В 1900 году учтена как Акимбетово 2‑е.
В 2006 году передана  в Ташбулатовский сельсовет. 
Закон Республики Башкортостан «Об изменениях в административно-территориальном устройстве
Республики Башкортостан, изменениях границ и преобразованиях муниципальных образований в Республике Башкортостан», ст. 1, ч. 187 (часть сто восемьдесят восьмая введена Законом РБ от 21.06.2006 № 329-з) гласит:

187. Изменить границы Таштимеровского и Ташбулатовского сельсоветов Абзелиловского района согласно представленной схематической карте, передав деревню Аюсазово Таштимеровского сельсовета Абзелиловского района в состав территории Ташбулатовского сельсовета Абзелиловского района. 
— gsrb.ru/MainLeftMenu/ZakonoTvorch/Zakoni/125-2004.php
Работает начальная школа (филиал Ташбулатовской средней школы), фельдшерско-акушерский пункт, клуб.

## Население
| 1968 | 2002 | 2009 | 2010 |
| ---- | ---- | ---- | ---- |
| 334  | ↘183 | ↗192 | ↗205 |

Согласно переписи 2002 года, преобладающая национальность — башкиры (98 %).

## Географическое положение
Расстояние до:
- районного центра (Аскарово): 34 км,
- центра сельсовета (Ташбулатово): 4 км,
- ближайшей железнодорожной станции (Ташбулатово): 11 км.